# الند
الند (به مجاری: Ellend) یک شهرداری در مجارستان است که در ناحیه پچ واقع شده‌است. الند ۷٫۹۹ کیلومتر مربع مساحت و ۱۸۵ نفر جمعیت دارد.